# Aeropuerto de Homer
El Aeropuerto de Homer (IATA: HOM, OACI: PAHO, FAA LID: HOM) es un aeropuerto público ubicado a 4 km al este de Homer, en el estado de Alaska (Estados Unidos).

## Instalaciones y aeronaves

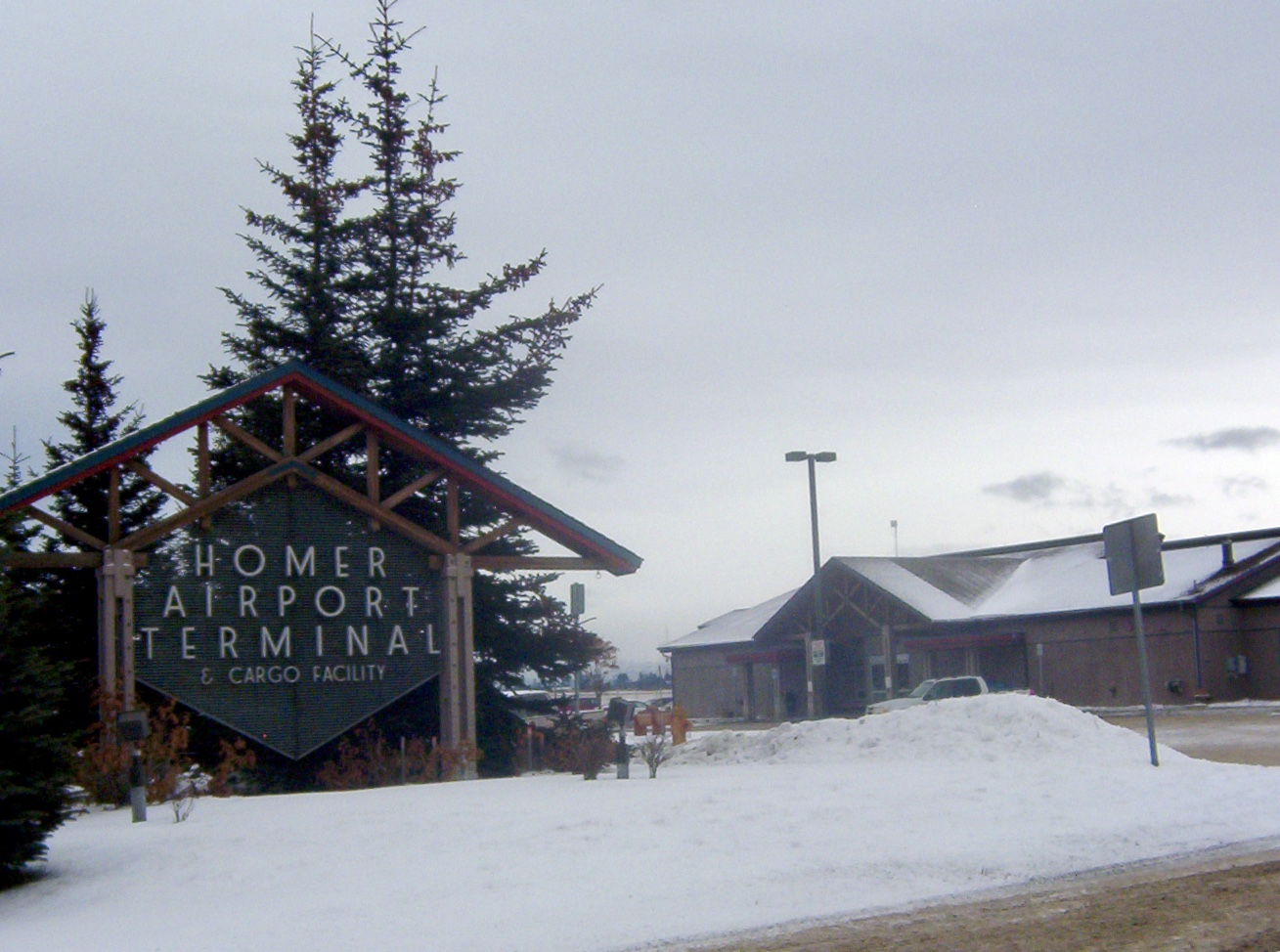
el terminal de este aeropuerto.

El Aeropuerto de Homer cubre un área de 421 ha con una elevación de 26 metros sobre el nivel del mar. Tiene una pista designada 3/21 con 2.042 x 46 m con pavimento de asfalto, y un embarcadero de hidroaviónes junto al lago Beluga.
En los doce meses previos al 1 de enero de 2006, el aeropuerto tuvo 49.821 operaciones, una media de 136 al día: 46% vuelos comerciales regulares, 32% vuelos ejecutivos, 22% aviación general y <1% aviación militar. En ese momento había 93 aviones con base en el aeropuerto: 90% monomotor, 4% multi-motor, 3% helicópteros y 2% ultraligeros.
La FAA presentó un nuevo plan director para el aeropuerto en 2006 y las mejoras de ampliación y seguridad están en curso. El plan prevé una ampliación de la zona de hidroaviones, un helipuerto, un edificio de rescate y bomberos con base en el aeropuerto, y otras mejoras generales.

## Aerolíneas y destinos
- Era Aviation (Anchorage)[3]
- Grant Aviation (Anchorage)[4]
- Homer Air (Kachemak Bay)[5]
- Smokey Bay Air (Kachemak Bay)[6]
- Island Air Service (Kodiak)
- También hay operaciones de observación y de caza y pesca.

## Incidentes notables
En marzo de 2006, agentes de la US Marshal, en colaboración con la policía local, intentaron detener a un violento narcotraficante de metanfetamina, Jason Karlo Anderson. El sospechoso se resistió y tuvo que ser abatido a tiros, no sin antes recibir un disparo mortal también su hijo.